# Xiphopteris albobrunnea
Xiphopteris albobrunnea är en stensöteväxtart som först beskrevs av Bak., och fick sitt nu gällande namn av Schelpe. Xiphopteris albobrunnea ingår i släktet Xiphopteris och familjen Polypodiaceae. Inga underarter finns listade.